# Robert Žulj
Robert Žulj (Wels, 5 februari 1992) is een Oostenrijks-Kroatisch voetballer die bij voorkeur als offensieve middenvelder speelt. Hij tekende in juni 2017 een contract tot medio 2020 bij Buriram United, dat hem transfervrij overnam van SpVgg Greuther Fürth.

## Clubcarrière
Žulj komt uit de jeugdopleiding van SV Ried. Hij debuteerde in 2010 in de Oostenrijkse Bundesliga. Hij scoorde 21 doelpunten in 84 competitiewedstrijden voor SV Ried. Op 6 januari 2014 werd bekendgemaakt dat hij voor 2,5 jaar naar Red Bull Salzburg vertrok. Zes maanden later verhuisde hij naar SpVgg Greuther Fürth.

## Interlandcarrière
Žulj bezit zowel de Oostenrijkse als de Kroatische nationaliteit. Hierdoor komt hij in aanmerking voor zowel het Kroatisch als Oostenrijks voetbalelftal. Žulj speelde voor verschillende Oostenrijkse nationale jeugdelftallen. Hij debuteerde in 2012 in Oostenrijk -21.

## Erelijst
Red Bull Salzburg
- Bundesliga

2014